# Как футбол объясняет мир. Невероятная теория глобализации
«Как футбол объясняет мир. Невероятная теория глобализации» (англ. How Soccer Explains the World: An Unlikely Theory of Globalization) — книга американского журналиста Франклина Фоера, представляющая собой исследование взаимосвязи между футболом и глобализацией. На основе своего журналистского опыта автор пытается понять, каким образом футбол оказывает влияние на социальные и политические процессы по всему миру.
Книга предназначена для широкого круга читателей.

## Содержание

### Как футбол объясняет бандитский рай
В первой главе через движение болельщиков «Ultra Bad Boys» и фигуру Желько Ражнатовича Франклин Фоер изучает роль клуба «Црвена Звезда» в Югославских войнах 1990-х годов. Автор выдвигает следующие тезисы:
1) «Црвена Звезда» — инструмент сербского национализма;
2) Насилие как составная часть футбольной культуры получило свое развитие в Югославии в 1980-х годах на фоне процесса распространения бандитизма через музыку, кино и моду;
3) Болельщики «Црвены Звезды» подражали западноевропейским футбольным хулиганам;
4) Из болельщиков «Црвены Звезды» создавались карательные отряды Слободана Милошевича, которые принимали активное участие в этнических чистках и актах геноцида; одним из печально известных военизированных формирований стала Сербская добровольческая гвардия под руководством Желько Ражнатовича.

### Как футбол объясняет порнографию религиозных распрей
Действие второй главы происходит в Шотландии, где дерби команд из Глазго «Селтик» и «Рейнджерс» носит религиозный подтекст: за «Селтик» болеют католики, в то время как «Рейнджерс» поддерживают протестанты. Автор, ссылаясь на теорию модернизации, приходит к выводу, что, несмотря на развитие Глазго как в экономическом, так и в политическом плане, и «Селтик», и «Рейнджерс» заинтересованы в извлечении выгоды из взаимной вражды на религиозной основе, как будто они получают удовольствие, которое можно сравнить с просмотром порнографии.

### Как футбол объясняет еврейский вопрос
В третьей главе Фоер пытается раскрыть сущность еврейского вопроса через фактор футбола. Сначала автор рассказывает историю клуба «Хакоах» из Вены, который был создан в рамках доктрины «мускульного иудаизма» для противоборства антисемитизму. Затем он в качестве примеров положительного отношения к евреям приводит английский клуб «Тоттенхэм» и нидерландский клуб «Аякс»: если в первом случае хорошее отношение к евреям связано с тем, что в районе, где находится стадион «Тоттенхэма», проживают евреи-хасиды, то в случае с «Аяксом» речь идет об исторической памяти и покаянии, поскольку в результате Холокоста погибла значительная доля еврейского населения Нидерландов. В конце главы автор разбирает ситуацию, возникшую вокруг венгерского клуба «МТК», у которого мало болельщиков и много недоброжелателей именно из-за принадлежности еврейству.

### Как футбол объясняет сентиментального хулигана
Четвёртая глава посвящена болельщику лондонского клуба «Челси» Алану Гаррисону, который был лидером одной из первых группировок британских футбольных хулиганов. Автор отмечает, что «Челси», будучи самым хулиганским клубом в 1980-х годах, под воздействием глобализации в 1990-х годах стал самым космополитическим клубом Англии. Кроме того, «Челси» стал первым клубом в Английской Премьер-Лиге, в основном составе которого могло не оказаться ни одного англичанина. Также важно отметить, что в 2003 году Роман Абрамович, еврей по национальности, стал владельцем контрольного пакета акций «Челси». Изменения вокруг клуба Алан Гаррисон никак не может принять, считая, что клуб предает интересы самых верных болельщиков команды. Алан с ностальгией вспоминает о хулиганских похождениях прошлого, и тем самым автор показывает нам его как хулигана с ореолом романтизма.

### Как футбол объясняет живучесть «цилиндров»
В пятой главе речь идет о функционерах бразильского футбола. Рассказывая о них, Фоер использует слово «картолаш», которое с португальского можно перевести как «шляпы-цилиндры». Автор считает, что бразильский футбол находится в состоянии глубокого кризиса как раз из-за деятельности футбольных чиновников, которые погрязли в коррупции. Несмотря на удручающее состояние футбола в Бразилии, «цилиндры» популярны на родине за счет поддержки крупных общественных проектов и использования антиглобалистской риторики. Кроме того, автор с сожалением отмечает, что даже Пеле, легенда мирового футбола, несколько раз в жизни попадал под обаяние недобросовестных футбольных функционеров.

### Как футбол объясняет чернокожих украинцев
В шестой главе Фоер рассказывает о нигерийском футболисте Эдварде Аньямке, который оказался в украинском клубе «Карпаты». Появление африканских футболистов в украинском чемпионате автор связывает с подражанием западноевропейским футбольным клубам. Считалось, что нигерийцы — самое выгодное приобретение, которое могут себе позволить украинские клубы. Изначально Фоер придерживается мнения, что трансфер Аньямке в «Карпаты» идеально вписывается в концепцию глобализации: клуб нашел игрока на международном рынке труда и заключил с ним сделку, а для его скорейшей адаптации пригласили тренера, говорящего по-английски. Однако при ближайшем рассмотрении можно увидеть, с какими трудностями сталкивается нигерийский игрок в «Карпатах». Во-первых, бытовая ксенофобия как в рамках клуба, так и в рамках города Львова. Во-вторых, Аньямке сложно адаптироваться к украинскому футболу, который делает больше упор на физику, в то время как нигериец привык играть в футбол, где больше акцент делается на технику. Кроме того, до перехода в «Карпаты» Аньямке играл за молдавский «Шериф», и у него было выгодное предложение с финансовой точки зрения из Объединенных Арабских Эмиратов, однако руководители молдавского клуба заставили отказаться от перехода в клуб из ОАЭ и в итоге продали в украинский клуб.

### Как футбол объясняет новых олигархов
В седьмой главе речь идет о владельцах «Ювентуса» и «Милана», которые пытаются использовать свое влияние с целью улучшения спортивных результатов своих клубов. «Ювентусом» владеет семья Аньелли, которой принадлежит концерн Fiat. По словам автора, они тихо контролируют политиков, но при этом не стремятся быть на виду. Владельцем «Милана» является Сильвио Берлускони, деятельного которого распространяется на такие сферы, как СМИ, реклама и телевидение. В 1994 году он достиг пика своего влияния, став премьер-министром Италии. Фоер отмечает, что Берлускони любит выставлять напоказ свое богатство, и хотя его обвиняют в злоупотреблении полномочиями, благодаря прозрачности новой олигархии у демократии есть преимущество перед старыми режимами.

### Как футбол объясняет скромное обаяние буржуазного национализма
В восьмой главе Фоер рассказывает о футбольном клубе «Барселона». Автор считает, что болельщики «Барселоны» придерживаются концепции космополитического национализма, который является формой либерального национализма. Клуб был основан в 1899 году швейцарским бизнесменом Жоаном Гампером, и этот факт повлиял на развитие клуба в русле сочетания патриотизма и космополитизма. Соперничество «Барселоны» и «Реала» Фоер рассматривает как противостояние идей каталонского и кастильского национализма. Несмотря на то, что на сегодня нет объективных причин для протестов, болельщики «Барселоны» продолжают испытывать ненависть по отношению к «Реалу», к Мадриду во многом из-за того, что их отцы и деды сильно пострадали во времена Гражданской войны и диктатуры Франко.

### Как футбол объясняет надежду ислама
В девятой главе автор проводит параллели между историей современного Ирана и историей иранского футбола. Он выделяет следующие особенности иранского футбола.
1) Во времена правления династии Пехлеви футболу в Иране придавалось особое значение. Он был символом модернизации страны.
2) Когда в 1979 году произошла Исламская революция в Иране, революционеры-исламисты пытались ограничить развитие футбола в стране, что встретило ярое народное сопротивление.
3) После Исламской революции женщинам было запрещено ходить на стадионы. Путем всевозможных хитростей женщины попадали на стадион. Когда в ноябре 1997 года сборная Ирана обеспечила себе выход на Чемпионат мира по футболу 1998 года во Франции, власти организовали встречу с командой на стадионе «Азади» в Тегеране. Женщины тоже хотели принять участие в торжествах, несмотря на запрет. Испытывая страх перед огромной толпой, полиция пропустила на стадион три тысячи женщин. Однако ещё две тысячи женщин находились за пределами стадиона, и они приняли решение силовым путем попасть на стадион. Данные события Фоер характеризует «футбольной революцией». «Футбольную революцию» он рассматривает в качестве способа противостояния исламскому фундаментализму.

### Как футбол объясняет американские культурные войны
В десятой главе Фоер рассказывает, как начал играть в футбол. Его родители решили, что футбол — лучший способ избавления сына от застенчивости. Автор рассматривает вопрос американских культурных войн через призму развития футбола в США. Под культурными войнами в США он понимает противостояния между приверженцами консервативных традиций и либеральными сторонниками прогресса. Футбол в США стал элитарным видом спорта, что встретило неприятие у тех людей, которым нравились традиционные американские виды спорта (американский футбол, баскетбол, бейсбол). Кроме того, Фоер отмечает, что футбол в США недостаточно быстро прогрессирует из-за неразвитой культуры боления, и в качестве примера приводит матч США — Гондурас в 2001 году, когда большинство американских болельщиков вместо футболок национальной сборной надели футболки европейских клубов.

## Рецензии
The New York Times: «Оригинальное, увлекательное разоблачение представления о мире, о котором большинство из нас ничего не знает».
The Wall Street Journal: «Глубокое, интересное, умное путешествие по миру спорта».
The Boston Globe: «Навыки Фоера как рассказчика впечатляют. Его характеристики можно сравнить с характеристиками Нормана Мейлера в журналистике».
Sports Illustrated: «Одна из пяти самых важных книг о спорте за десятилетие».
Спортивный директор сети футбольных школ «Юниор» Илья Штеблов отметил, что «… в книге есть и прекрасные детали, и удивительная фактура, в меру исторических отсылок и просто вагон интересных и колоритных персонажей. Книгу небезосновательно критикуют за её поверхностность, якобы каждая из глав не позволяет до конца раскрыть обозначаемую в них проблему, но даже с учетом этого она легко может считаться обязательной к прочтению всем, кто увлекается спортом и футболом в частности».